# Friedrich-Ludwig-Jahn-Sportpark
Der Friedrich-Ludwig-Jahn-Sportpark (kurz: Jahn-Sportpark) ist eine öffentliche Sportanlage in Berlin-Prenzlauer Berg. Mit dem Großen Stadion und der Max-Schmeling-Halle umfasst er zwei der größten Sport- und Veranstaltungsstätten der Stadt, sowie zahlreiche weitere Anlagen mit gesamtstädtischer Bedeutung für den Schul-, Vereins- und Breitensport. Der ab 1951 errichtete und nach Friedrich Ludwig Jahn benannte Sportpark befindet sich am Ort eines ehemaligen preußischen Exerzierplatzes und enthält den ältesten, durchgehend genutzten Fußballplatz Deutschlands. Das Land Berlin plant, die Anlage zu einem deutschlandweit vorbildhaften Inklusions-Sportpark auszubauen, im Herbst 2024 begannen Abrissarbeiten am Großen Stadion.

## Lage

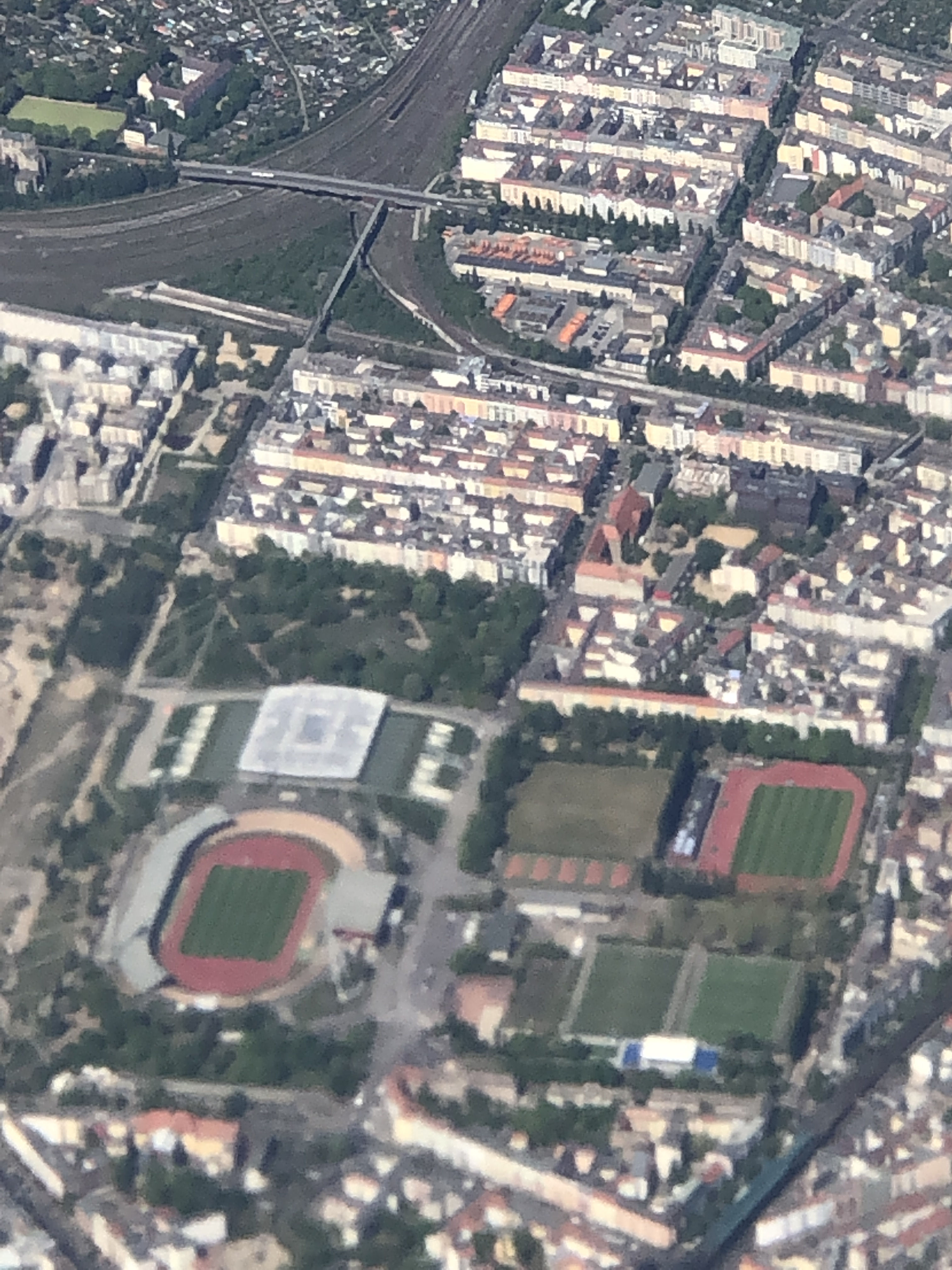
Der Sportpark mit der nördlich angrenzenden Max-Schmeling-Halle

Der Sportpark liegt zentrumsnah, etwa 2,5 km nördlich des Roten Rathauses im gründerzeitlichen, dicht bevölkerten Gleimviertel (Ortsteil Prenzlauer Berg, Bezirk Pankow). Auf einer Fläche von etwa 20 Hektar umschließen ihn im Norden der Falkplatz und die Gaudystraße, im Osten die Cantianstraße, im Süden die Topsstraße und Eberswalder Straße sowie im Westen der Mauerpark. Es gibt drei Zugänge, je einen auf der Nord-, Ost- und Südseite. Die Max-Schmeling-Halle hat einen separaten Haupteingang am Falkplatz.

## Topographie

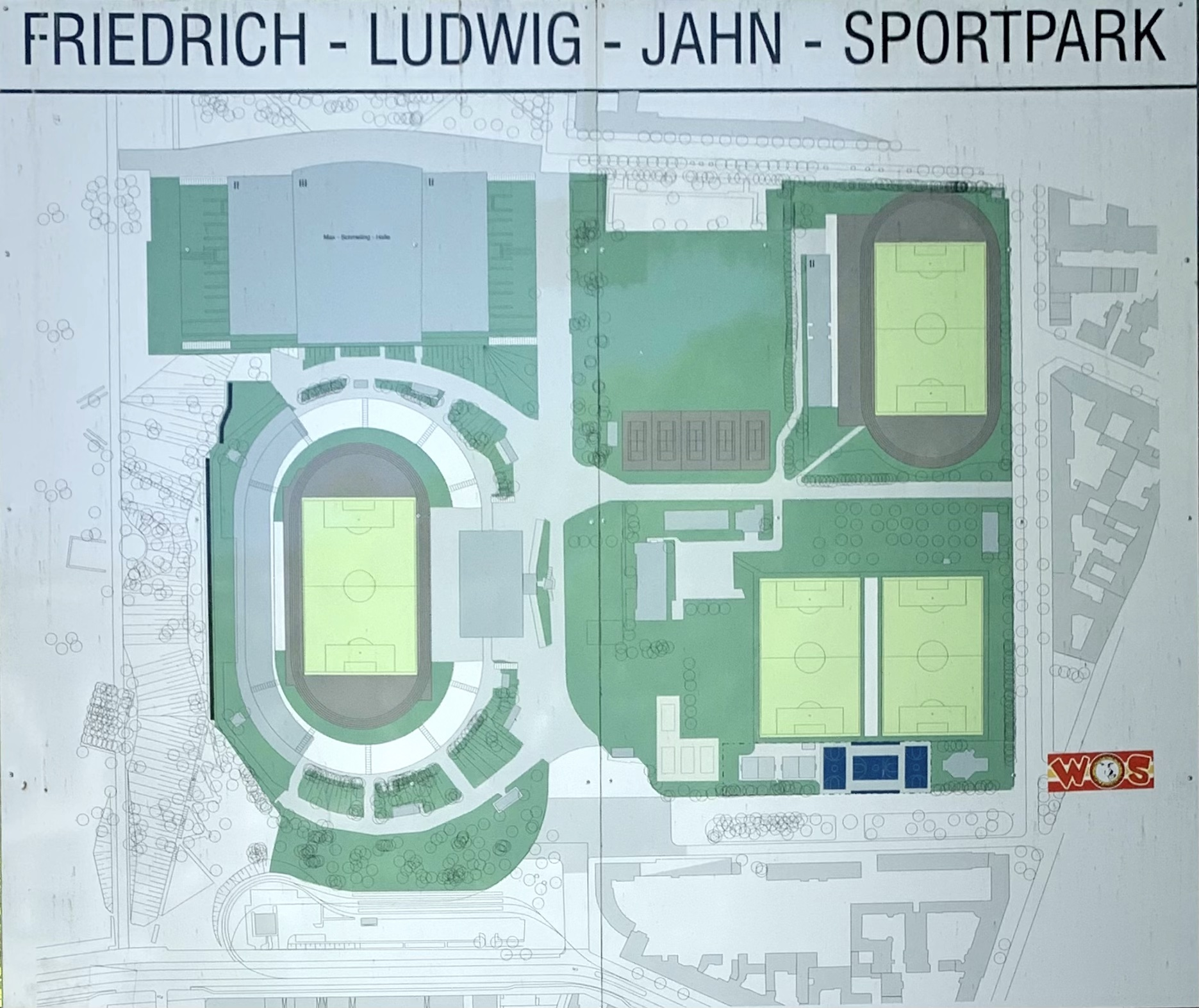
Lageplan, 2023

Auf der Westseite des Geländes befinden sich als größte Bauwerke das Große Stadion (bekannt als Jahnstadion, Cantianstadion und Stadion an der Cantianstraße) sowie die 1996 eröffnete Multifunktionsarena Max-Schmeling-Halle.
Das Große Stadion wurde 1951 als Leichtathletik- und Fußballstadion gebaut, 1987 erweitert und war 2024 mit knapp 20.000 Sitzplätzen das drittgrößte Stadion Berlins.
 Östlich, an der Cantianstraße, liegt das Kleine Stadion samt Rasensportplatz und Leichtathletikanlagen sowie südlich davon zwei weitere Hockey- und Fußballplätze mit Kunstrasen. Ferner gibt es mehrere Plätze für Tennis und Beachvolleyball sowie drei teils überdachte Basketballfelder. Zentral im Sportpark gelegen steht ein Verwaltungsgebäude, genannt „Steinhaus“, mit den Geschäftsstellen der Sportvereine Alba Berlin und SV Empor Berlin. Das Kleine Stadion wird von einem langen Sportfunktionsgebäude eingefasst, daneben liegt im Nordteil eine etwa ein Hektar große, von altem Baumbestand umgebene Freizeitwiese. Das Geländeprofil steigt zum Großen Stadion hin allseitig leicht an. Der Stadioneingang liegt bis zu fünf Meter über dem Niveau der umliegenden Straßen. In Nachbarschaft zu Falkplatz und Mauerpark kommt den Grünflächen im Sportpark eine wichtige Funktion für Klimaschutz und Ökologie zu.

## Geschichte

### 1825–1912: preußischer Exerzierplatz
Im Jahr 1825 verkaufte der Prenzlauer Unternehmer Wilhelm Griebenow das Gelände des heutigen Sportparks an die Preußische Armee, die hier für das Kaiser Alexander Garde-Grenadier-Regiment Nr. 1 einen Exerzierplatz anlegte. Die Soldaten übten hier Marschieren, Reiten und Schießen. Die große Freifläche erhielt bald die Spitznamen Exer sowie Exerzierplatz zur Einsamen Pappel, nach einer in der Süd-Ost-Ecke freistehenden Bastard-Schwarz-Pappel. Dort fand am 26. März 1848 eine der ersten Großdemonstrationen der aufständischen Berliner Arbeiter während der Märzrevolution statt. Als der Platz zum Ende des 19. Jahrhunderts zunehmend mit Wohnhäusern umbaut wurde, gab das Militär seine Nutzung auf und es entstand eine für jeden zugängliche, große Brache. Der Schriftsteller Julius Rodenberg zeichnete 1884 ein beschauliches Bild:

„[…] der Platz an der »einsamen Pappel«, ganz oben, ist noch, wie er war, solange Menschen sich erinnern können. Hier, auf dem freien Felde [ist es] still. Auf dem spärlichen Graswuchs lagert hier und dort ein Arbeiter, der seine Zeitung liest oder sein Abendbrot verzehrt oder sich zum Schlaf ausgestreckt hat; ein paar Kinder tummeln sich an den sandigen Abhängen, ein paar Spaziergänger kommen über den kaum erkennbaren Pfad, und in der Mitte, schon im Schatten, steht sie selber, die Pappel – der einzige Baum weit und breit – und am Rande des Feldes glühend rot der Ball der untergehenden Sonne.“

#### Um 1890: Eine Wiege des Berliner Fußballs

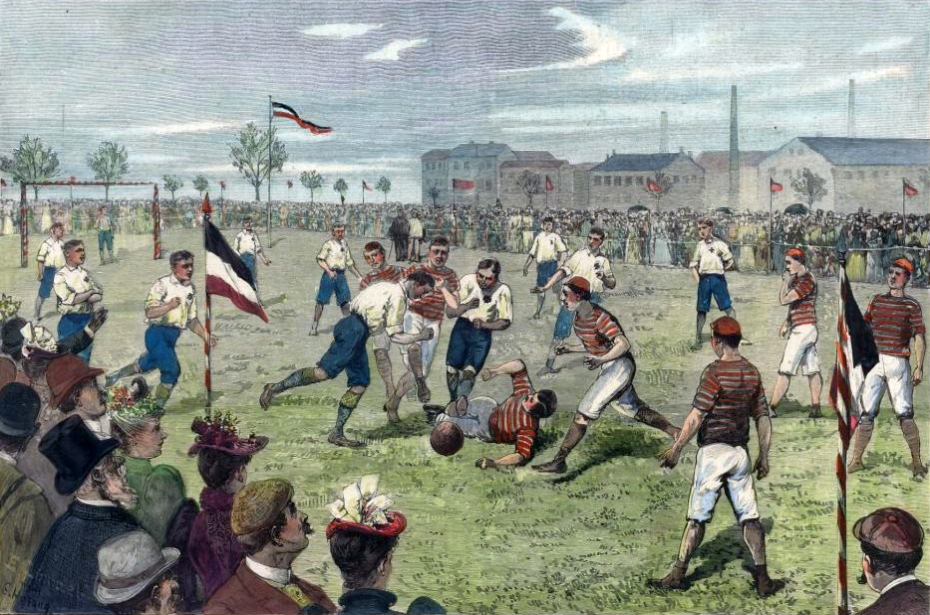
18. April 1892: Taue und Fahnen begrenzen das Fußballfeld

Der Exerzierplatz etablierte sich ab den 1890er Jahren als zweiter großer Fußballplatz Berlins neben dem Tempelhofer Feld. Die erste kaiserliche Lizenz zum Spielen auf dem Exerzierplatz erhielt 1890 der aus dem SV Jugendlust hervorgegangene Berliner Fußball Club Alemannia 90. Am 18. April 1892 fand hier ein Spiel zwischen der Berliner Auswahl des Deutschen Fußball- und Cricket Bundes und dem Dresden English Football Club statt. Zur Prominenz im Publikum zählten der englische Botschafter Edward Malet und der preußische Kultusminister Robert Bosse. Dieses Spiel gilt als das erste Städtespiel und als das erste groß beworbene Fußballspiel mit einem Eintritt zahlenden Publikum in Deutschland.
Zwischen Juni 1893 und Oktober 1904 nutzte der Fußballverein Hertha BSC (damals: BFC Hertha 1892) den Exerzierplatz als seinen ersten Fußballplatz. Tennis Borussia Berlin spielte hier ab 1903. Um die Jahrhundertwende trainierten und spielten auf dem Exer insgesamt etwa vier Dutzend Vereine. An keinem anderen Ort in Deutschland wird heute so lange organisierter Vereinsfußball gespielt wie im Jahn-Sportpark.

### 1913–1950: Städtischer Spiel- und Sportplatz

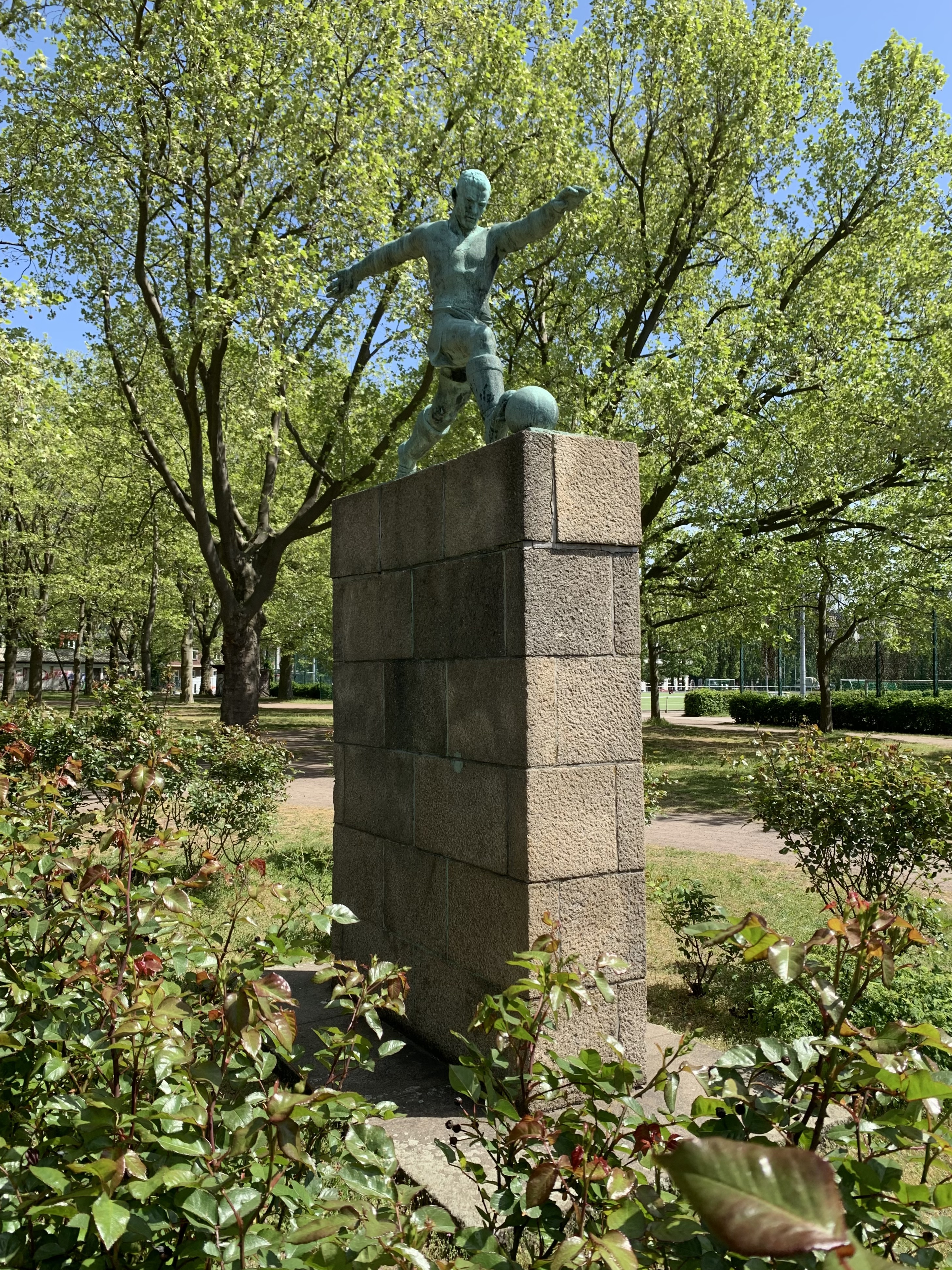
Der Fußballspieler steht seit 1937 vor den Platanen an der Cantianstraße

1911 erwarb die Stadt Berlin die östliche Hälfte des Geländes für 6,5 Millionen Mark (entspricht heute etwa 44,5 Millionen Euro). Nach gescheiterten Verhandlungen mit der Kirche, mit der Bahn und zuletzt mit dem Zirkus Sarrasani über einen festen Zirkusbau verzichtete der Magistrat von Berlin auf einen Bebauungsplan und beauftragte den Berliner Gartendirektor Albert Brodersen mit dem Bau eines Spiel- und Sportplatzes, finanziell unterstützt von der Berliner Verleger-Familie Mosse. Brodersen ließ 1913 an der Ecke Gaudy- und Cantianstraße den Platz für das noch heute erhaltene Kleine Stadion errichten. Zwischen Sportplätzen und Volks- und Spielwiesen wurden großzügige, von hunderten Bäumen eingefasste Wandelgänge angepflanzt. Der Magistrat nannte die Grünflächen eine „notwendige Lunge“ im dicht bevölkerten Nordosten Berlins. Einige wenige Platanen aus dieser Zeit stehen noch heute am Eingang Cantianstraße. Quer durch das Gelände wurde 1915 in Nord-Süd-Richtung eine Straße angelegt, als geschwungene Platanenallee zwischen dem heutigen Eingang an der Eberswalder Straße und der verlängerten Sonnenburger Straße. Die Straße wurde 1920 nach dem Berliner Verleger und Mäzen Rudolf Mosse benannt.

#### 1920: Neue Sportanlagen und eine Freiluftschule
Ab 1920 verpachtete der Reichswehrfiskus die Westhälfte des Exerzierplatzes an den Magistrat. Um die Wohnungsnot nach dem Ersten Weltkrieg zu lindern, baute der Wohnungsverband Groß-Berlin im März 1920 dort eine provisorische Siedlung aus 37 Holzhäusern zur Unterbringung von 74 Familien. Die Siedlung, später bekannt als Kolonie an der Schwedter Straße, befand sich am Ort der heutigen Max-Schmeling-Halle. Auf der Osthälfte wurde Mitte der 1920er Jahre und unter Mitwirkung des berühmten Arztes August Bier das heutige Kleine Stadion als Rasenplatz mit Laufbahn angelegt, dazu acht weitere Hartplätze, neun Tennisplätze sowie ein großes Planschbecken für Kinder an der Gaudystraße, das bis Ende der 1930er Jahre bestand. Unter den Bäumen am Eingang Cantianstraße stand ab Mitte der 1920er Jahre das Sportrestaurant Ospalski, das auch sozialdemokratischen Organisationen wie dem Reichsbanner Schwarz-Rot-Gold als Versammlungsort diente.
Das Gelände des heutigen Großen Stadions war bis zum Zweiten Weltkrieg nahezu unbebaut. 1920 pachtete das Berliner Medizinalamt eine acht Hektar große Fläche im Südteil des Exerzierplatzes an der Eberswalder Straße und errichtete dort 1921 ein Ambulatorium mit angeschlossener Freiluftschule für tuberkulöse Kinder. Unter Mitwirkung der chirurgischen Universitätsklinik unter August Bier wurden mehrere Baracken mit Untersuchungszimmern und Bestrahlungsapparaten ausgestattet. Der südliche Teil des Exerzierplatzes wies damals eine zusammenhängende Grasnarbe auf. Das Ambulatorium befand sich am Ort der heutigen Stadion-Südkurve und der Wendeschleife der Straßenbahn.

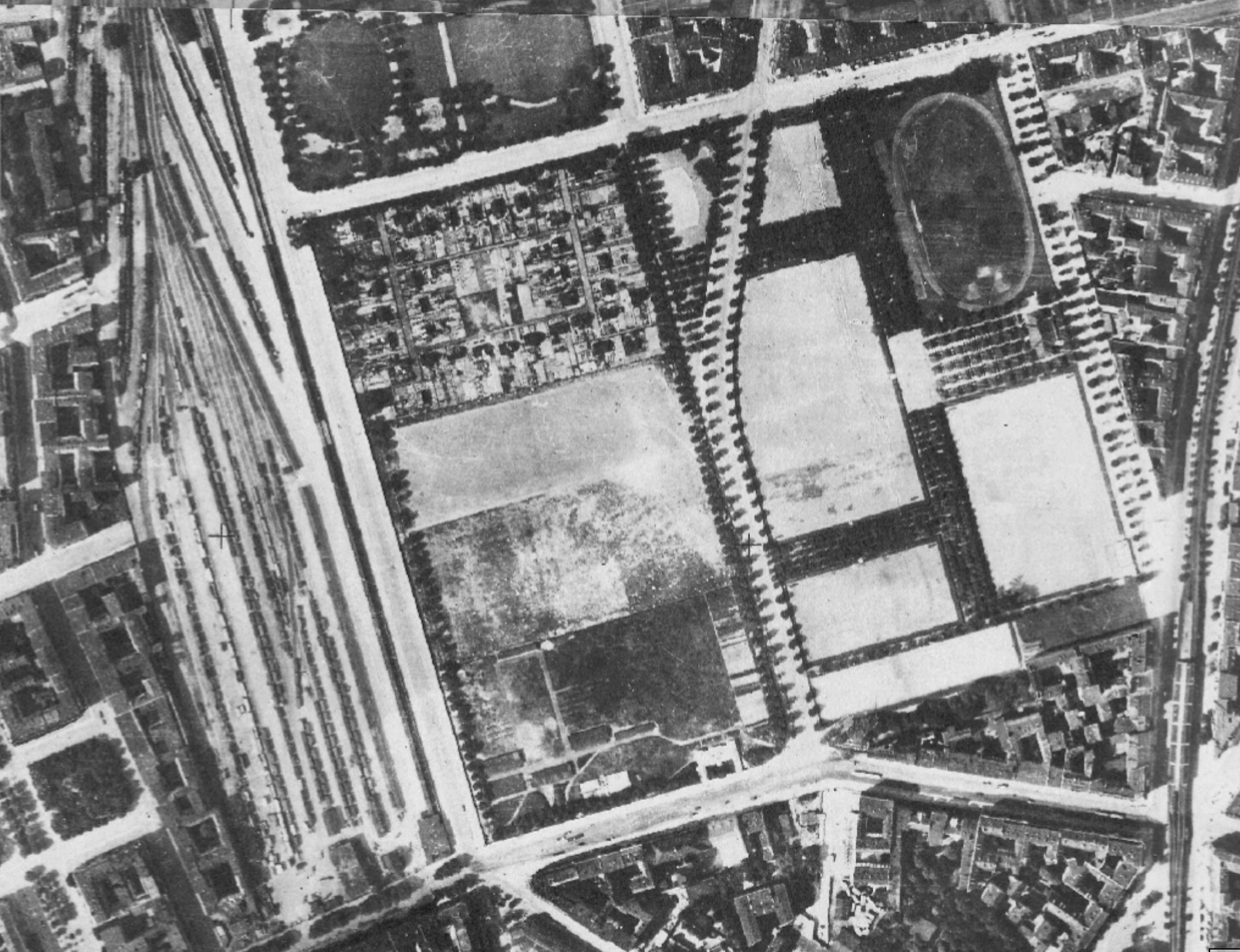
Luftbild 1928.
Rechts oben das Kleine Stadion an der Cantianstraße, in der Mitte unten das Ambulatorium an der Eberswalder Straße

In den Erinnerungen des Historikers Michail Schaiber-Sokolski war der Exerzierplatz um 1930 „in zwei sonderbar entgegengesetzte Gebiete aufgeteilt“:

„Der [östliche Teil] stellte ein ganzes Geflecht von gepflegten Alleen mit gemütlichen Bänken unter zahlreichen Linden dar, die eine Menge von Rechtecken unterschiedlicher Größe harmonisch umrahmten, in denen Fußball- und Tennisplätze, ein Leichtathletikstadion, ein großes Restaurant mit Puppentheater im Freien und im Winter auch eine riesige Schlittschuhbahn untergebracht waren. Der [westliche] Teil, von einer dunkelroten Ziegelmauer umgeben mit nur einer einzigen Öffnung, dem Eingang, wirkte von innen nicht sehr anziehend: Hier war nur ein schmaler Streifen schmächtiger Bäume um einen großen, staubigen Platz gesetzt worden, auf dem in entsprechender Entfernung einfache Fußballtore ohne Netz angebracht waren.“

#### 1930: Der erste „Exer-Pokal“
Die zahlreichen ansässigen Vereinsmannschaften spielten 1930 hier erstmals um den sogenannten „Exer-Pokal“, der besonders unter den Nationalsozialisten an Popularität gewann. Der Fußballwettbewerb wurde im Sommer 1933 auf mehrere Monate ausgedehnt und fast täglich wurden auf den staubigen Plätzen Spiele ausgetragen, zu denen bis zu 7.000 Zuschauer kamen. Kriegsbedingt musste der „Exer-Pokal“ pausieren, bevor er von 1951 bis 1998 erneut als Prenzlauer Berger Bezirkspokal im Jahn-Sportpark ausgetragen wurde. Seit 1999 wird der „Exer-Pokal“ auf dem Tesch-Sportplatz in der Dunckerstraße ausgespielt.

### Ab 1951: Bau des Sportparks
Die Rudolf-Mosse-Straße wurde 1935 von den Nationalsozialisten in Sonnenburger Straße umbenannt und nach dem Zweiten Weltkrieg unter etwa zwei Millionen Kubikmetern abgeladener Kriegstrümmer begraben. Bis heute ist das Gelände hier einige Meter erhöht. Die Holzhaussiedlung an der Schwedter Straße brannte im Krieg nahezu vollständig ab.
1951 wurde auf dem Trümmerberg in nur wenigen Monaten und anlässlich der III. Weltjugendfestspiele der Berliner Sportpark errichtet. Architekt war der Bauhausabsolvent Rudolf Ortner. Er entwarf das schlichte, modernistische Große Stadion als Erdstadion aus Trümmerschutt mit anfangs bis zu 30.000 Plätzen nebst weiteren Spiel-, Trainings- und Wettkampfstätten. Im nördlichen Teil am Falkplatz wurden am Ort der alten Holzhaussiedlung zwei kleinere Erdstadien mit Sandplätzen für Tennis und Volleyball angelegt, entlang der Gaudystraße etwa zwölf weitere Plätze für Tennis, Volley- und Basketball. Fast zur gleichen Zeit wurden in Ost-Berlin auch das Stadion der Weltjugend und die Deutsche Sporthalle errichtet. Der Name Berliner Sportpark wurde bereits nach einem Jahr geändert, als der Magistrat 1952 entschied, die Anlage zum 100. Todestag von Friedrich Ludwig Jahn in Friedrich-Ludwig-Jahn-Sportpark umzubenennen.
Mit dem Bau der Berliner Mauer ab 1961 stand der Sportpark unmittelbar an den DDR-Grenzbefestigungsanlagen. Die westliche Böschung des Großen Stadions wurde als Teil des Mauerstreifens abgesperrt, die sogenannte Hinterlandmauer verlief nur wenige Meter von den Zuschauerrängen entfernt oben auf dem Stadionwall. Die westliche Stadionböschung ist heute Teil des Mauerparks.

#### Bestehende Sportanlagen
Das Große Stadion wurde in den folgenden Jahren mehrfach erweitert und modernisiert. 1964 wurde eine erste Flutlichtanlage installiert, sechs Jahre später eine Tartanbahn. 1986–1987 wurde das Stadion umfangreich ausgebaut: Mit der Haupttribüne, rückseitig in leuchtend rotem Glas verkleidet, wurde ein tschechischer Typenbau der Architekten Fisarova/Ondrej errichtet, die Gegengerade wurde überdacht und es wurden markante, fächerförmig-geneigte Flutlichtmasten aufgestellt. Durch den Ausbau erlangte das Große Stadion bauhistorische Bedeutung, da in ihm die früheste und letzte Phase der ostdeutschen Moderne verschmolzen. Eine weitere Sanierung erfolgte 1998, als das Stadion seine charakteristischen bunten Schalensitze erhielt. Anlässlich des Finales der UEFA Women’s Champions League 2015 investierte das Land Berlin mehr als zwei Millionen Euro. Es wurden ein neuer Rasen verlegt und Kabinentrakt, Sanitäranlagen und der Brandschutz erneuert. Die Leichtathletikanlage im Großen Stadion verfügt über acht Rundbahnen und einen außenliegenden Wassergraben für den Hindernislauf.
Östlich des Großen Stadions befinden sich im Sportpark zwei weitere, zuletzt 2016 erneuerte Kunstrasen-Großspielfelder (64 m × 98 m) für Fußball und Hockey sowie das 500 Zuschauer fassende Kleine Stadion mit Leichtathletikanlage und einem Naturrasenplatz von 68 m × 104 m Größe. 1994–1996 baute das Land Berlin im Nordwesten des Geländes die Max-Schmeling-Halle, eine Multifunktionsarena mit 8500 Plätzen. Sie liegt baulich abgetrennt und hat einen eigenen Eingang an der Nordseite zum Falkplatz. Zur gleichen Zeit wurden fünf neue Tennis-Kunstrasenplätze im Zentrum des Sportparks angelegt. Im gegenüber gelegenen Steinhaus wurden Schach- und Kraftsportgruppen ansässig. Ein weiteres Sportfunktionsgebäude steht am Kleinen Stadion. Es wurde 2012 für mehr als sechs Millionen Euro aus Mitteln des Konjunkturpakets II errichtet. 2018 baute die Stadt an der Topsstraße zwei Kleinspielfelder für Fußball sowie drei teils überdachte und wettkampftaugliche Full-Court-Basketballfelder mit Gummiboden.

## Nutzungsprofil
Seit seiner Eröffnung war der Friedrich-Ludwig-Jahn-Sportpark zugleich Austragungsort bedeutender nationaler wie internationaler Sportereignisse sowie auch eine öffentliche Sportanlage, die von einer Vielzahl wechselnder Vereine für Training und Spielbetrieb genutzt wurde. Im Großen Stadion wurden zahlreiche Leichtathletik-Weltrekorde erzielt. Größte regelmäßige Nutzerin war 2023 die Fußballabteilung des SV Empor Berlin mit 29 Teams, die im Sportpark trainierten und spielten. 2020 nutzten insgesamt 25 Schulen sowie die Berliner Hochschulen die Anlagen für den Lehr- und Wettkampfbetrieb. Die meisten Sportstätten sind mit Ausnahme des Großen Stadions täglich für die Allgemeinheit geöffnet, die Laufbahn im Kleinen Stadion wird witterungsabhängig von bis zu 1000 Menschen am Tag genutzt.

### Fußball international

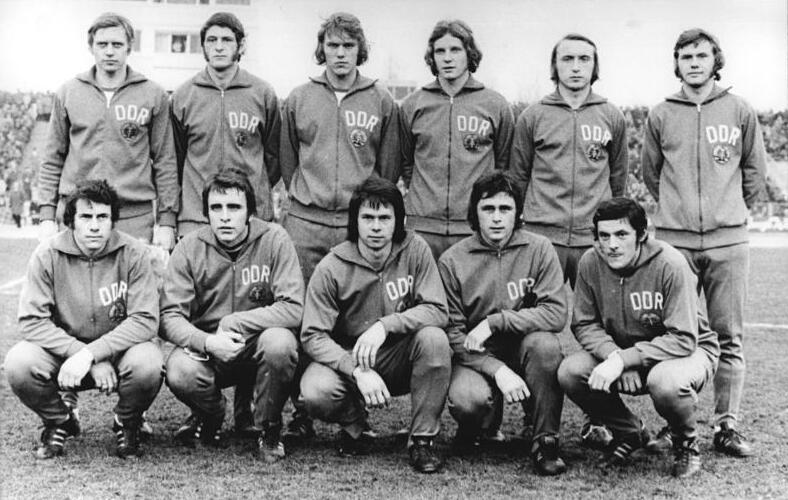
DDR-Fußballnationalmannschaft im Friedrich-Ludwig-Jahn-Sportpark, 1974

- Zwischen 1971 und 1990 fanden zehn Länderspiele der Fußballnationalmannschaft der DDR im Friedrich-Ludwig-Jahn-Sportpark statt. Die DDR-Auswahl blieb hier in allen Spielen ungeschlagen. Den 1:0-Sieg gegen Belgien am 13. März 1974 durch ein Tor von Joachim Streich sahen 30.000 Menschen, seitdem ist das lokaler Zuschauerrekord. Den höchsten Sieg mit 3:0 gab es am 12. Oktober 1983 gegen die Nationalelf der Schweiz.[51]
- Der zehnfache DDR-Meister BFC Dynamo trug die meisten seiner Europapokal-Heimspiele im Sportpark aus, etwa das Halbfinale im Europapokal der Pokalsieger 1971/72 gegen FK Dynamo Moskau[52] oder das Viertelfinale im Europapokal der Landesmeister 1983/84 gegen den AS Rom.[53] Die Spiele gegen Åtvidabergs FF im Viertelfinale am 2. März 1972 und FK Dynamo Moskau im Halbfinale am 5. April 1972 des Europapokal der Pokalsieger 1971/72 wurden jeweils von 30.000 Zuschauern besucht.[54][55]
- 2001 fanden die Heimspiele des 1. FC Union Berlin im UEFA-Pokal gegen Haka Valkeakoski und Litex Lowetsch im Jahn-Sportpark statt.
- Hertha BSC trug 2006 das UI-Cup-Heimspiel gegen FK Moskau und das UEFA-Cup-Qualifikationsspiel gegen Ameri Tiflis sowie in anderen Jahren noch weitere Qualifikationsspiele für UEFA-Cup und Europa League hier aus, zuletzt das Spiel der dritten Qualifikationsrunde der UEFA Europa League 2016/17 gegen Brøndby IF.[56]
- Am 14. Mai 2015 fand im Jahn-Sportpark das Finale der UEFA Women’s Champions League 2014/15 zwischen dem 1. FFC Frankfurt und Paris Saint-Germain statt.[57] Frankfurt gewann das Spiel mit 2:1.

### Fußball national

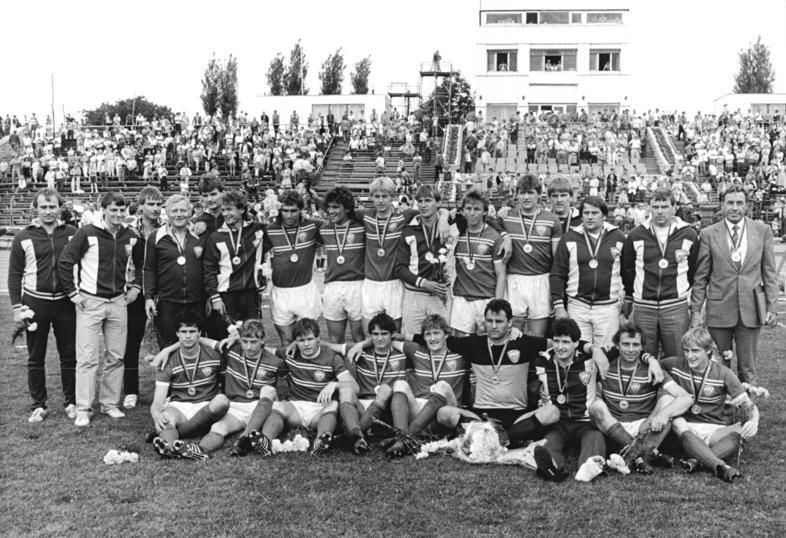
Die Mannschaft des BFC Dynamo im Friedrich-Ludwig-Jahn-Sportpark nach ihrem siebten DDR-Meistertitel, 1985.

In der DDR-Oberliga spielte ab 1953 Vorwärts Berlin für 18 Jahre seine Heimspiele im Friedrich-Ludwig-Jahn-Sportpark und wurde in dieser Zeit sechs Mal DDR-Oberliga-Meister, bevor der Verein 1971 nach Frankfurt (Oder) delegiert wurde. Der BFC Dynamo übernahm 1975 den Heimspielbetrieb und spielte hier 17 Jahre lang bis 1992 – mit Ausnahme der Saison 1986/87 – und konnte neun seiner zehn DDR-Meistertitel hier feiern. Im FDGB-Pokal wurden drei Finalspiele (1965, 1990, 1991) im Großen Stadion ausgetragen. Nach der deutschen Wiedervereinigung wurden hier von 1995 bis 2020 jährlich die Finalspiele im Berliner Landespokal bestritten, mit Ausnahme von 2007.
Seit 2006 nutzten wechselnde Berliner Fußballvereine aus Ober-, Regional- und 3. Liga den Sportpark vorübergehend als Heimspielstätte:
- Berliner AK 07 (als Berlin Ankaraspor Kulübü 07) 2006/07 in der Oberliga Nordost
- Türkiyemspor Berlin 2008/09, 2009/10 und 2010/11 in der Regionalliga Nord sowie 2011/12 in der Oberliga Nordost
- 1. FC Union Berlin 2008/09 in der 3. Liga sowie die Zweite Mannschaft des 1. FC Union Berlin 2012/13 und 2013/14 in der Regionalliga Nordost
- BFC Dynamo in der Regionalliga von 2014/15 bis Ende 2020[58][59]
- VSG Altglienicke von der Saison 2017/18[60] bis Ende 2020 sowie von Januar 2023 bis zum Ende der Saison 2023/24
- FC Viktoria 1889 Berlin in der Saison 2021/22 als Heimstadion in der 3. Liga[61] sowie in der Hinrunde der Saison 2022/23 in der Regionalliga

### Leichtathletik
Von 1963 bis 1989 fand im Jahn-Sportpark einmal im Jahr der Olympische Tag der Leichtathletik statt, ein Leichtathletik-Vergleich nach dem Vorbild des Internationalen Stadionfestes (ISTAF) in West-Berlin. Während der Sanierung des Berliner Olympiastadions fand das ISTAF 2002 und 2003 im Jahn-Sportpark statt. Im Großen Stadion wurden zahlreiche Weltrekorde erzielt; legendär wurde Uwe Hohn, der hier am 20. Juli 1984 als erster und bislang einziger Mensch beim Speerwurf die 100-Meter-Marke übertraf. Hohns Wurf über 104,8 m gab den Anlass, ab 1986 aus Sicherheitsgründen neue Regeln einzuführen: Ein veränderter Schwerpunkt der Speere sorgt seitdem für eine steilere und kürzere Flugkurve.

#### Weltrekorde im Friedrich-Ludwig-Jahn-Sportpark
Der Welt-Dachverband der Leichtathletik World Athletics listet folgende offiziell anerkannte Weltrekorde in olympischen Sportarten, die im Friedrich-Ludwig-Jahn-Sportpark aufgestellt wurden:

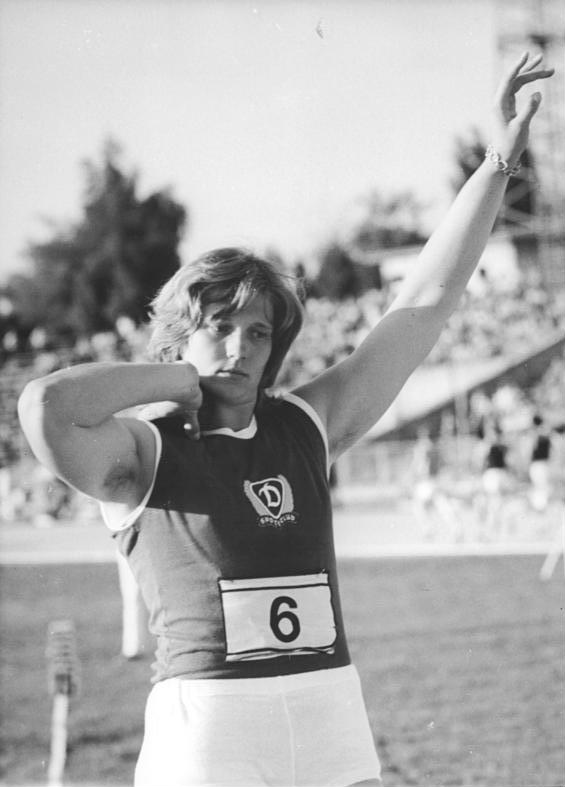
Marianne Adam bei ihrem Weltrekord 1975 im Großen Stadion

- 100-Meter-Hürdenlauf – Karin Balzer: 12,9 s (5. September 1969)
- Stabhochsprung – Wolfgang Nordwig: 5,45 m (17. Juni 1970)
- 100-Meter-Hürdenlauf – Karin Balzer: 12,7 s (26. Juli 1970)
- 100-Meter-Lauf – Renate Stecher: 11,0 s (2. August 1970)
- 100-Meter-Hürdenlauf – Karin Balzer: 12,7 s (25. Juli 1971)
- 100-Meter-Lauf – Renate Stecher: 11,0 s (31. Juli 1971)
- 100-Meter-Hürdenlauf – Karin Balzer: 12,6 s (31. Juli 1971)
- 4-mal-100-Meter-Staffel – Doris Maletzki, Renate Stecher, Christina Heinich, Bärbel Eckert: 42,6 s (24. August 1974)
- Hochsprung – Rosemarie Witschas: 1,94 m (24. August 1974)
- Kugelstoßen – Marianne Adam: 21,60 m (6. August 1975)
- Speerwurf – Ruth Fuchs: 69,12 m (10. Juli 1976)
- 100-Meter-Lauf – Marlies Göhr: 10,81 s (8. Juli 1983)
- 4-mal-100-Meter-Staffel – Ingrid Auerswald, Romy Schneider, Marlies Göhr, Christina Brehmer: 42,09 s (9. Juli 1980)
- 4-mal-100-Meter-Staffel – Silke Gladisch, Marlies Göhr, Marita Koch, Ingrid Auerswald: 41,53 s (31. Juli 1983)
- Speerwurf – Uwe Hohn: 104,80 m (20. Juli 1984)
- Hochsprung – Lyudmila Andonova: 2,07 m (20. Juli 1984)

Ferner gelistet sind neun weitere Leichtathletik-Weltrekorde im Gehen in nichtolympischen Distanzen. Nach Bekanntwerden des staatlichen Dopings in der DDR relativierten sich Ansehen und Bewertung einiger dieser Leistungen. Bei den Para Leichtathletik-Europameisterschaften 2018 wurden insgesamt 15 Weltrekorde im Großen Stadion aufgestellt, darunter von Markus Rehm im Weitsprung T64 mit 8,48 m und von Birgit Kober im Kugelstoßen F36 mit 11,79 m.

### American Football
Von 1999 bis 2003 nutzte das NFL-Europe-Team Berlin Thunder die Anlage. Zwischen 2004 und 2015 war das Jahn-Stadion Heimat des German-Football-League-Teams der Berlin Adler. Am 13. Oktober 2012 fand hier vor 11.242 Zuschauern das 34. deutsche Endspiel um die Meisterschaft im American Football, der German Bowl XXXIV, statt. Wegen Sanierungs- und Umbaumaßnahmen verabschiedete sich der German Bowl aus dem Stadion mit dem German Bowl XL 2018. Nachfolgend wurden die Endspiele im Deutsche Bank Park in Frankfurt am Main ausgetragen. Die Mannschaft von Berlin Thunder nutzte ab 2021 den Jahn-Sportpark in der neu gegründeten European League of Football für ihre Heimspiele.

### Sonstige Nutzung
- Zwischen 1966 und 1977 war der Jahn-Sportpark Etappenziel der Internationalen Friedensfahrt.
- Am 4. September 1992 trat Michael Jackson im Rahmen der Dangerous World Tour im Großen Stadion auf.[67]
- Seit 1999 ist der Sportpark die Heimspielstätte der Freizeitkicker vom FC Bundestag.
- Die Hockeyabteilung des SG Rotation Prenzlauer Berg spielt seit 2000 auf dem Kunstrasenplatz an der Cantianstraße.[68]
- Im Rahmen der Speedway-Einzel-Weltmeisterschaft fand am 5. Mai 2001 der Speedway-WM Grand Prix von Deutschland im Großen Stadion statt.
- Die Firma Apple drehte hier 2020 Teile eines Werbespots für das iPad Pro. Der Film zeigt die charakteristischen bunten Sitzbänke und die markanten Pyramidenpappeln im Hintergrund, um die Abbildungsleistung der Kameras zu bewerben.

## Pläne für einen Inklusions-Sportpark

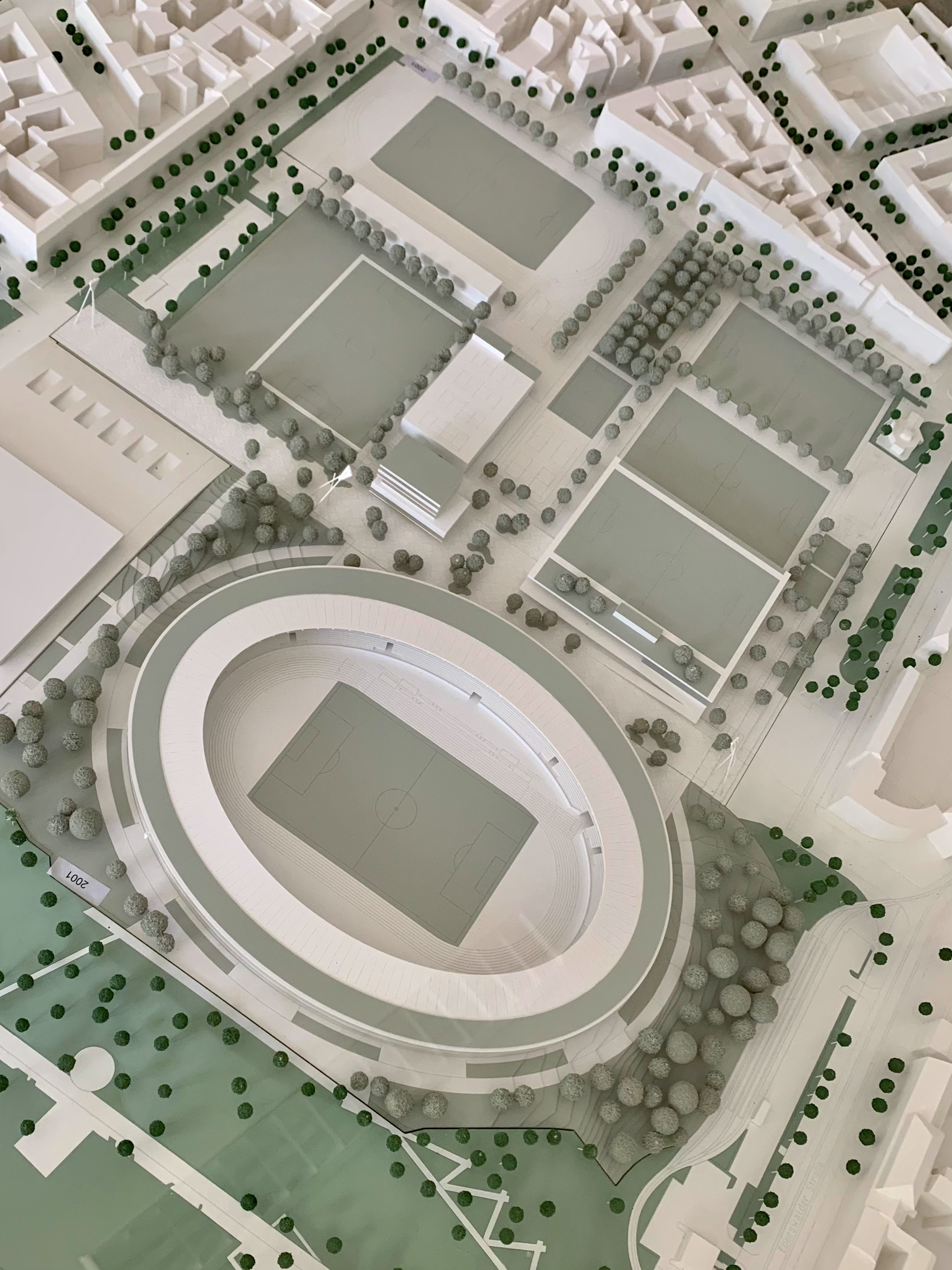
Modell des geplanten Sportparks

Der Friedrich-Ludwig-Jahn-Sportpark soll von 2024 bis 2027 nach den Entwürfen zweier Dresdener Büros für Architektur und Landschaftsarchitektur umgebaut werden. Sie gewannen 2022 einen EU-weiten Wettbewerb, der nach Verhandlungen zwischen Land Berlin, Bezirk Pankow und verschiedenen Bürgerinitiativen ausgelobt worden war.
Die Aufgabenstellung des Wettbewerbs war Ergebnis eines 2021 von den Senatsverwaltungen veranstalteten Werkstattverfahrens, nachdem es breite Kritik an den damals bestehenden Plänen, vor allem am geplanten Abriss des Großen Stadions gegeben hatte. Vertreter kritischer Bürgerinitiativen wurden daraufhin in Planungen miteinbezogen. Im Werkstattverfahren waren die Stimmen der Verwaltung, des Sports, der Anwohnerschaft und der Stadtgesellschaft paritätisch verteilt. Jury-Vorsitzender des anschließenden Wettbewerbs war der Architekt Uwe Schröder.

### Abriss desGroßen Stadions– Neubau der Sportanlagen
Der Gewinnerentwurf sieht vor, das bestehende Stadion zu ersetzen mit einem barrierefreien Neubau gleicher Größe. Zentrales Gestaltungselement soll eine umlaufende rote Glasfassade auf der obersten Ebene werden, als Spolienarchitektur in Erinnerung an die alte Tribüne. Östlich des Stadions sollen anstelle der bestehenden Tennisplätze und des Verwaltungsgebäudes eine neue große Multifunktionshalle und ein Besucherzentrum mit Vereinsräumen und Gastronomie gebaut werden; die Freizeitwiese im Norden soll zu etwa einem Drittel, die übrigen Sportstätten sowie der Baumbestand fast vollständig erhalten bleiben. Das Haupt-Wegenetz bleibt unverändert, während sich die Nutzflächen im Sportpark um insgesamt 54.000 m² vergrößern sollen. Nutzbar sein sollen die neuen Anlagen gleichermaßen für Behinderten- und Nicht-Behinderten-Sport. Die letzte Veranstaltung im Großen Stadion erfolgte am 11. August 2024, der Abriss begann am 8. Oktober 2024.
Im März 2024 schätzte der Berliner Senat die Gesamtkosten auf mehr als 300 Millionen Euro: 182 Millionen für Abriss und Neubau des Stadions sowie 119 Millionen Euro für den Ausbau des restlichen Sportparks. 2019 waren für Stadionabriss und -neubau noch 111 Millionen und für den Ausbau der Sportanlagen 113 Millionen Euro veranschlagt gewesen.
Mehrere Bürgerinitiativen und namhafte Architekten wie Pritzker-Preisträger Jean-Philippe Vassal hatten sich über Jahre für einen Erhalt des Großen Stadions engagiert. Aus Gründen des Tierschutzes waren die Abrissarbeiten vom Verwaltungsgericht Berlin von November 2024 bis Februar 2025 ausgesetzt.

## Umbenennungsdiskussionen
Vorwürfe des Antisemitismus gegen den Namensgeber Friedrich Ludwig Jahn führten 2018 zu einer Diskussion über eine Umbenennung des Sportparks. Das Bezirksparlament ersuchte die Senatsverwaltung, eine Namensänderung zu prüfen, was diese ablehnte. Bereits 2011 hatte eine vom Berliner Sportverein Roter Stern Nordost Berlin e. V. ins Leben gerufene Initiative namens „Sport ohne Turnväter“ eine Umbenennung gefordert. Seit 2018 engagieren sich der Schriftsteller Holger Siemann und die Initiative „Mosse Erinnern!“ für eine Wiederbenennung der den Sportpark durchquerenden Straße in Rudolf-Mosse-Straße.

## Fauna

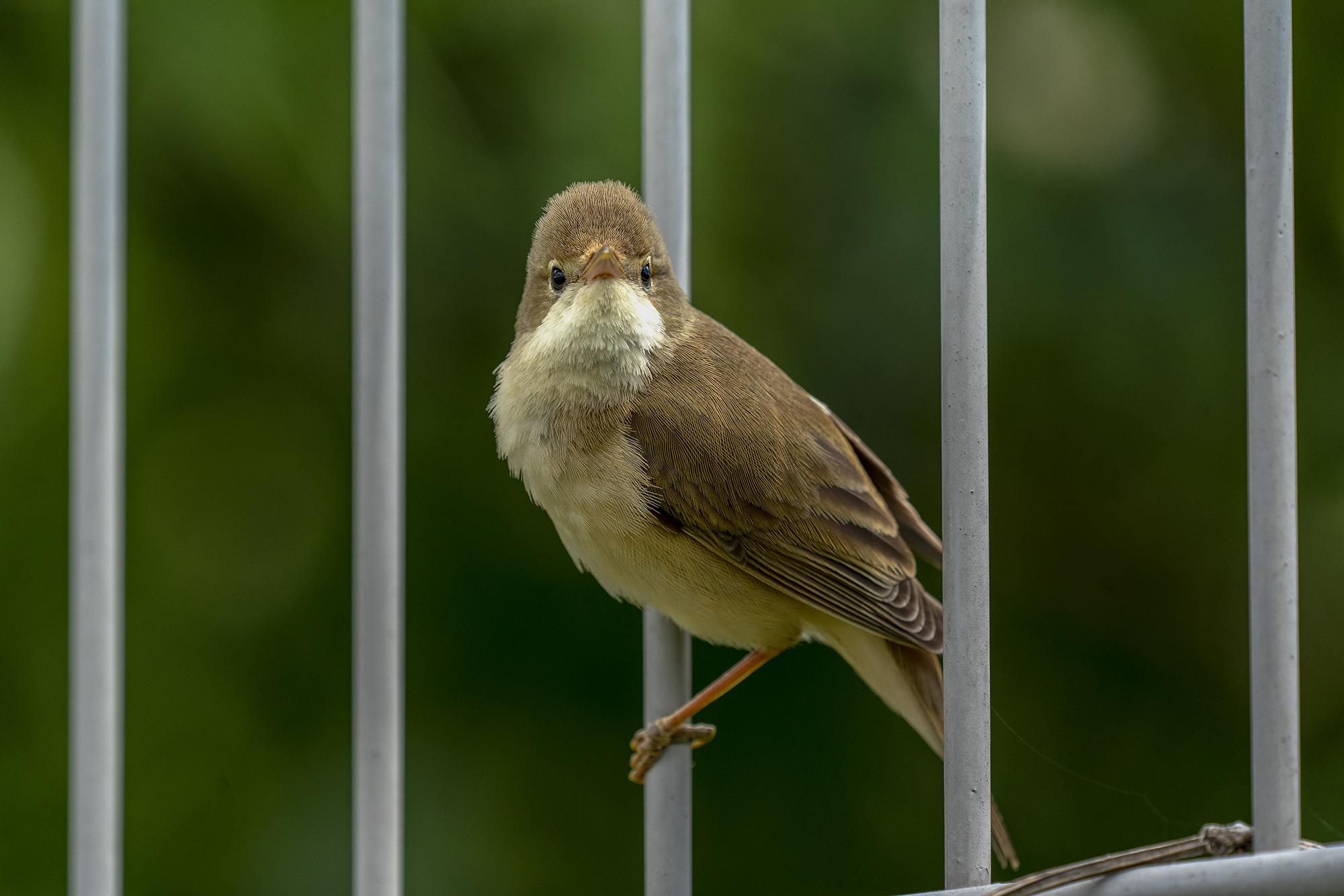
Sumpfrohrsänger im Jahnsportpark

2020 wurden eine große Dichte geschützter Vogelarten auf dem Areal festgestellt und in Gebäuden und Gehölzen 16 Brutvogelarten beobachtet. Haussperlinge (85 Brutplätze), Feldsperlinge, Hausrotschwänze sowie Stare brüteten in Nischen an den Tribünendächern des Großen Stadions und der Nebengebäude. Ferner wurden Sommer- und Winterquartiere des Großen Abendseglers und der Zwergfledermaus kartiert. Die von Naturschützern zahlreich im Park angebrachten Nistkästen wurden ebenfalls erfolgreich besiedelt. In den bodennahen Bewüchsen an der Stadionmauer wurde der in Berlin als gefährdet geltende Sumpfrohrsänger dokumentiert.